# International Motors
International Motors — североамериканский производитель автобусов и грузовиков. Штаб-квартира находится в городе Лайл, входящем в метрополитенский ареал Чикаго. С июля 2021 года является дочерней структурой компании Traton, входящей в концерн Volkswagen.

## История

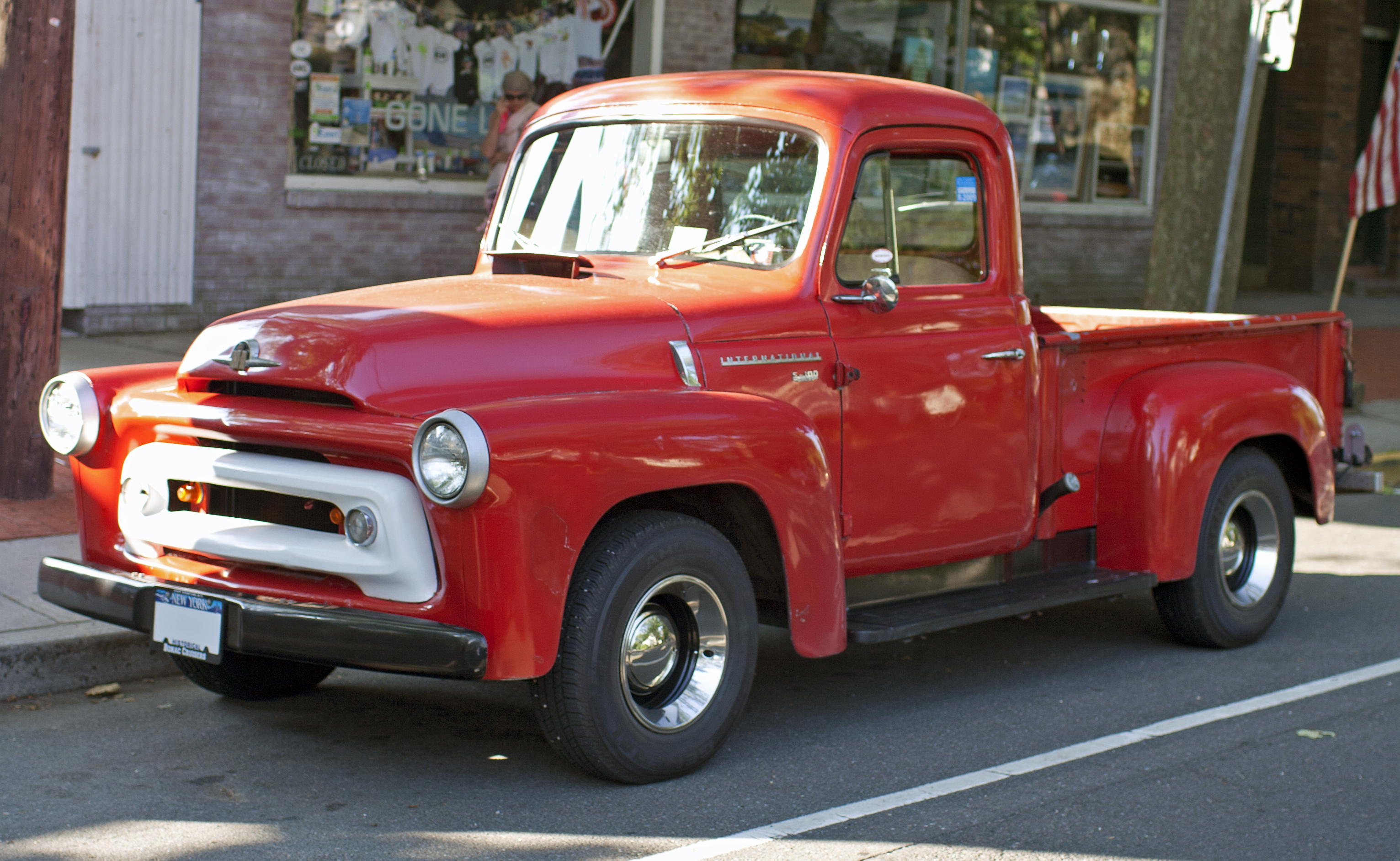
International S-Series

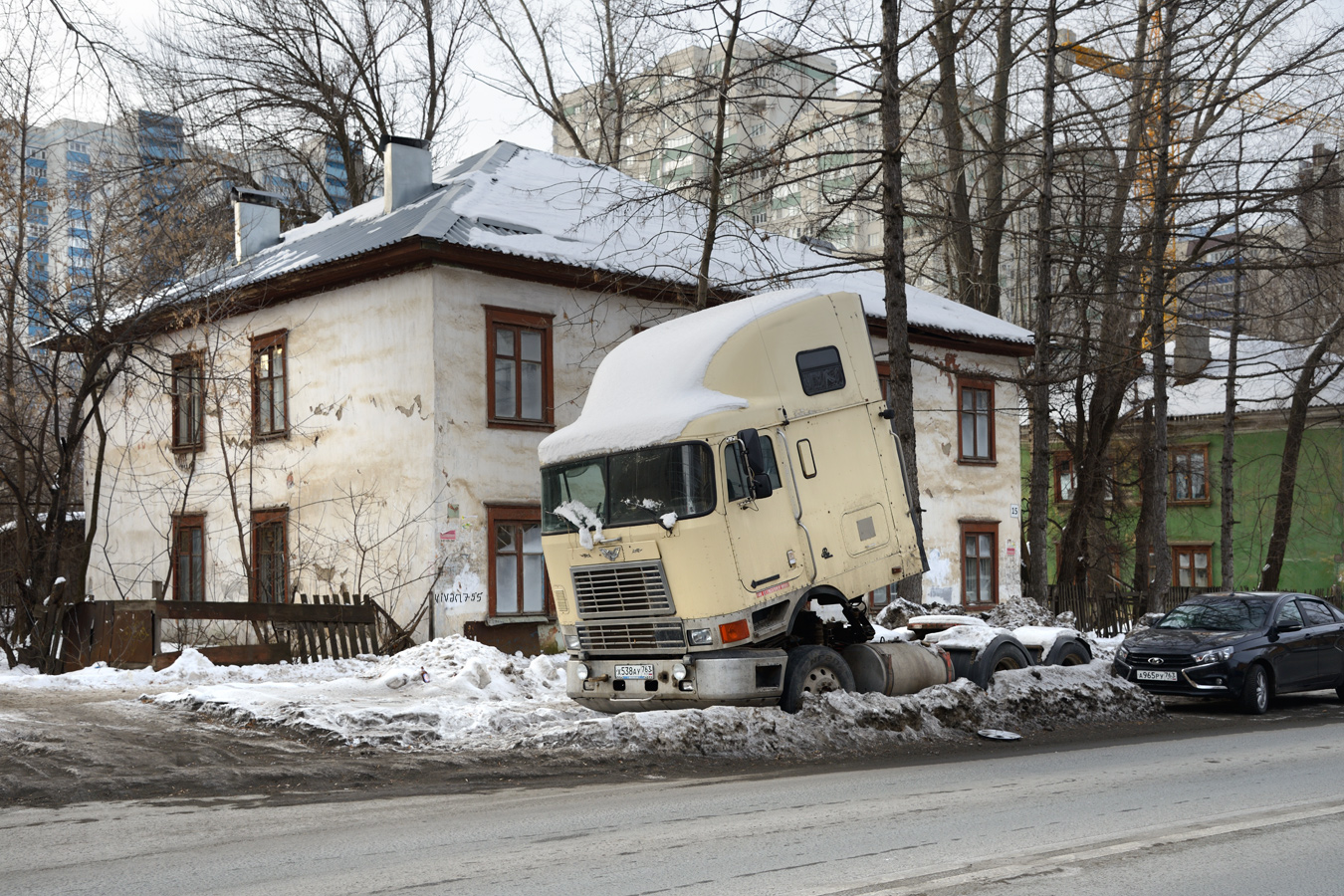
International 9700 в Самаре на улице Дыбенко

Navistar — осколок и правопреемник основанной в 1902 году компании International Harvester, выпускавшей грузовые машины под маркой International, разорившейся и распроданной в 1984 году. Современное название введено в 1986 году.
В сентябре 2016 года Navistar и Volkswagen Truck and Bus (подразделение грузовиков и автобусов Volkswagen Group, включавшее компании MAN и Scania) достигли соглашения о сотрудничестве в сфере разработки новых технологий, также Volkswagen приобрёл 16,6 % акций Navistar. В 2018 году Navistar продал подразделение военной техники инвестиционной компании Cerberus. В конце 2020 года было принято решение о поглощении компании немецким концерном. Сделка была завершена 1 июля 2021 года. В сентябре 2024 года компания Navistar была переименована в International Motors.

## Продукция
На протяжении 2002—2007 годов Navistar показывал прирост выпуска основной продукции — грузовых автомобилей.
Выпуск техники, в единицах, 2006 год:
- Школьные автобусы — 21 191
- Средние грузовики — 52 212
- Тяжёлые грузовики — 48 040
- Сверхтяжёлые грузовики — 25 353
- Двигатели Ford V8 — 284 400
- Прочие двигатели — 235 300

C середины 2007 года в вооружённые силы США начал поступать бронеавтомобиль International MaxxPro, производимый Navistar. В декабре 2007 года Корпус морской пехоты США подписал контракт на поставку 1500 машин, что довело общий объём военных контрактов до 2,7 млрд долларов (4471 единица).

## Биржевой скандал
До 2006 года акции Navistar торговались на Нью-Йоркской фондовой бирже, входила в перечень пятисот крупнейших предприятий страны (S&P 500). В 2006 произошёл разрыв между Navistar и их аудиторами, Deloitte and Touche, из-за отказа аудиторов внести поправки в отчётность, уменьшавшие чистые активы компании на 2 млрд долларов. Акции компании, не прошедшей обязательный аудит за 2005 год, были вначале отстранены от биржевой торговли, а в декабре 2006 Navistar была вовсе исключена из биржевого реестра — исключительное происшествие для компании с оборотом в 12 млрд долларов. Компания остаётся публичной, её акции котируются только на внебиржевой системе «розовых листков». После кризиса 2007 года, на волне новых военных заказов, цена акций за 2007 год поднялась в 4 раза.

## Модели

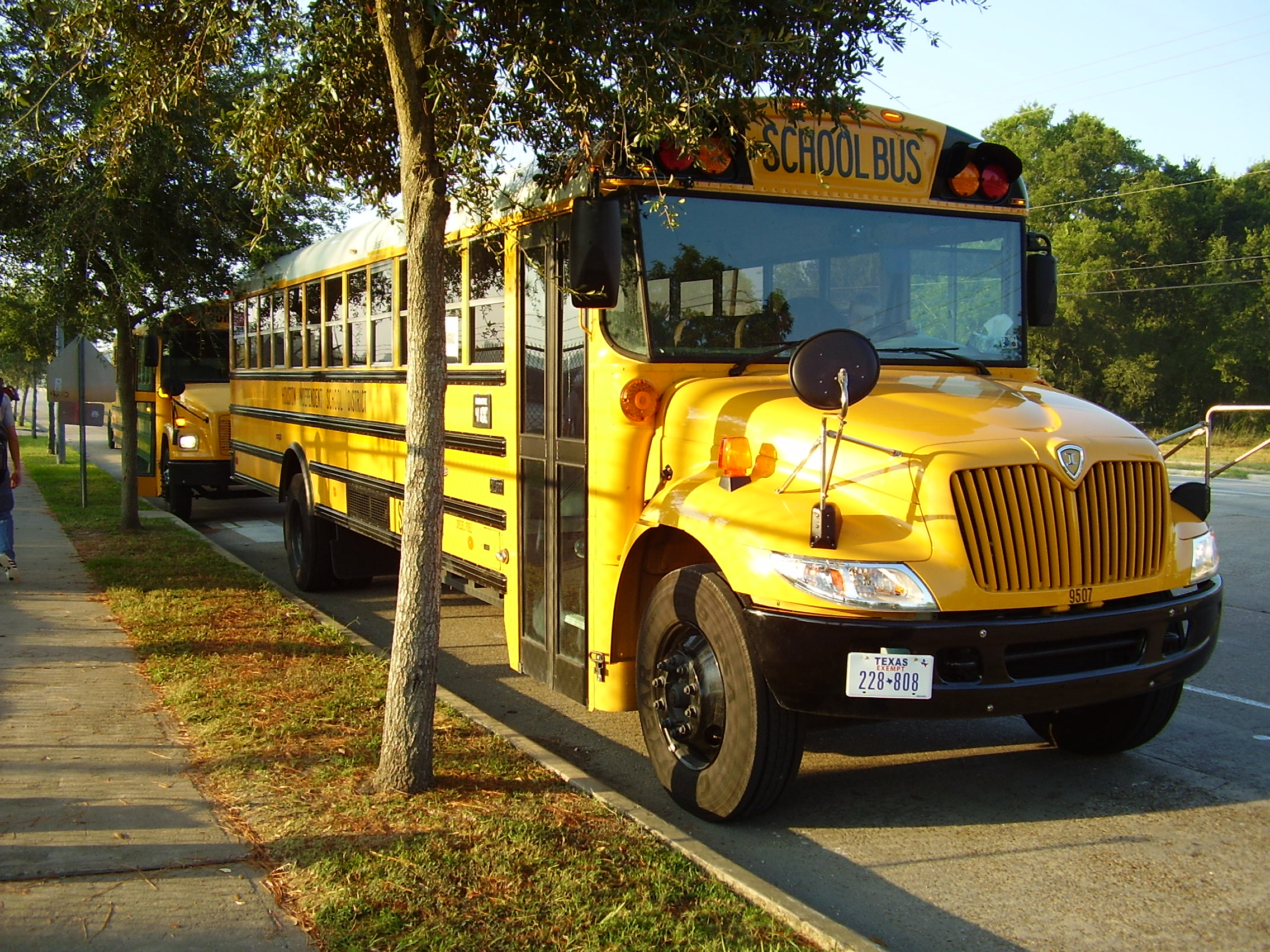
Школьные автобусы

- International MaxxPro — бронеавтомобиль
- 3800 — серия школьных автобусов с традиционной капотной компоновкой, предлагаемых в семи вариантах, с колёсной базой от 3,85 до 7 м и общей длиной от 7 до 11,3 метра. Серия оснащается двигателями собственного производства Navistar, мощностью от 175 до 230 л. с.
- 3200 — серия более комфортабельных школьных автобусов, с длиной от 7 до 10,9 метра.
- Дальнемагистральные капотные и бескапотные тягачи «International» 9700 , 9800 и др. с двигателями Cummins и Detroit Diesel.

Также выпускает модели Prostar, Lonestar.

## Поставщики запчастей
- Cummins
- Detroit Diesel
- Cat
- Eaton
- Rockwell

## Navistar International в России

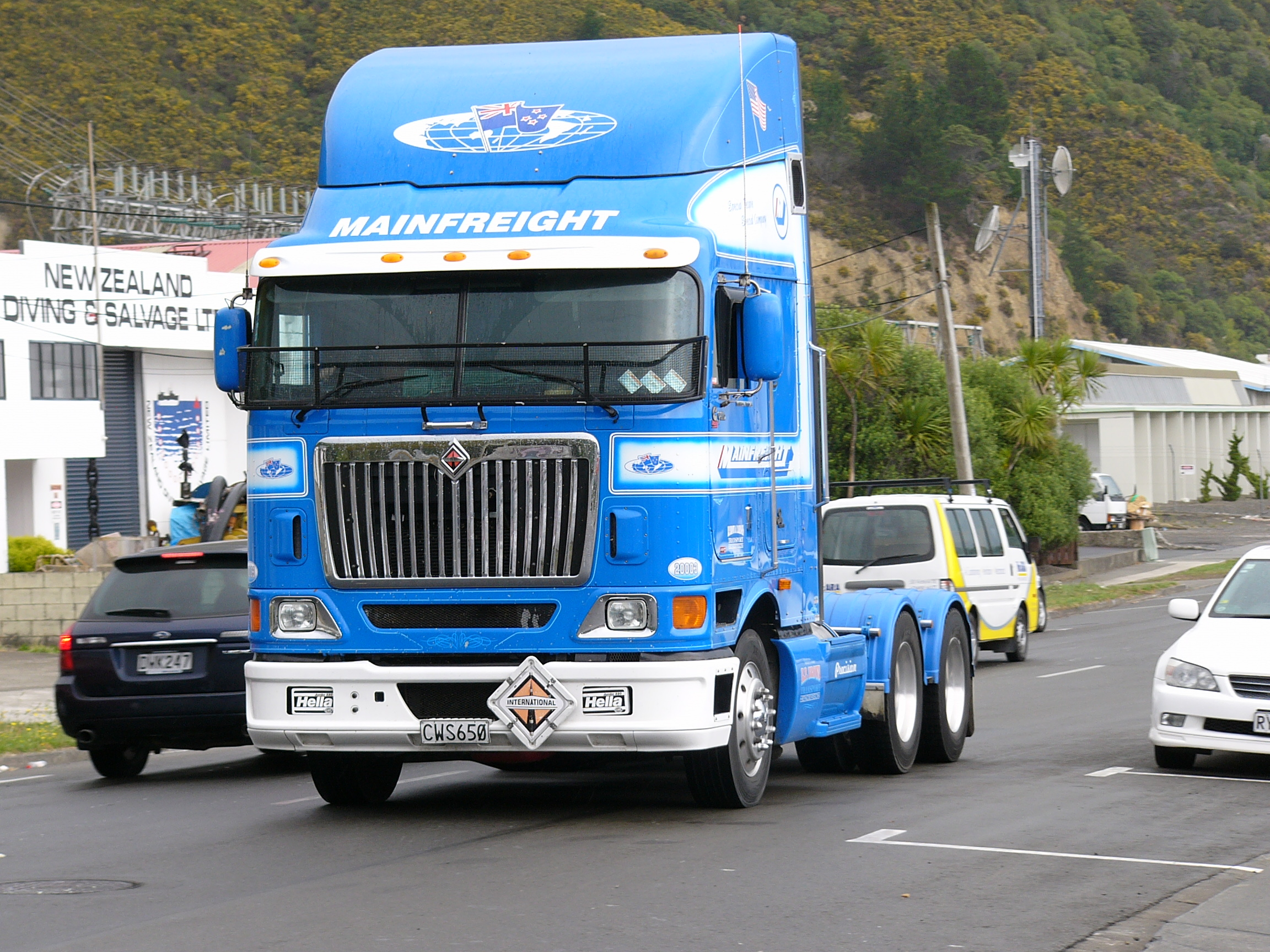
International 9800 в Новой Зеландии

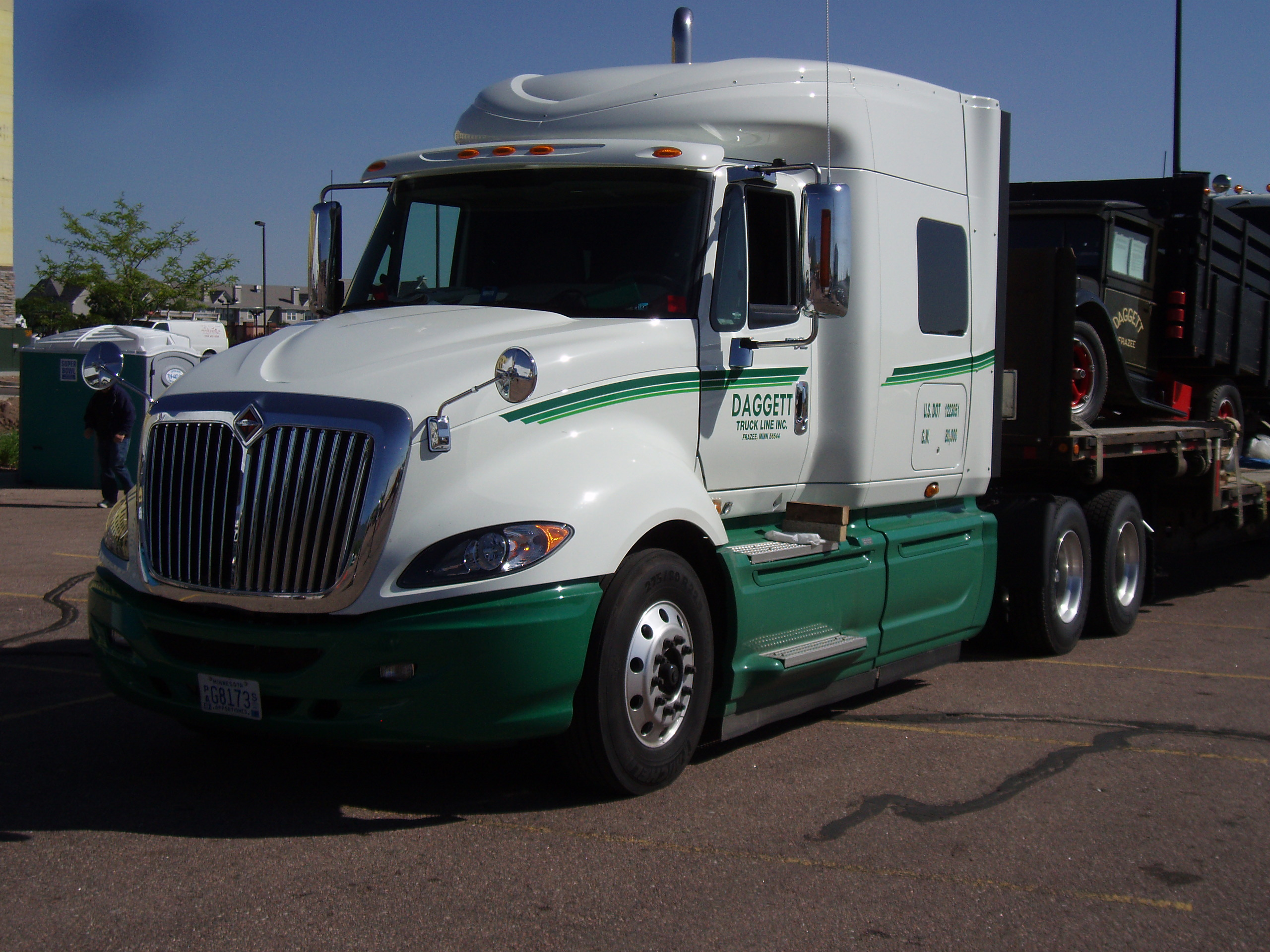
International ProStar

Присутствие Navistar International в России началось с продаж новых седельных магистральных тягачей International 9200 в 2007—2009 годах, осуществлявшейся компанией «Гудвил», занимавшейся продажей подержанных грузовиков из США.
С 2008 года эта же компания вела сборку магистральных бескапотных тягачей International-9800i в городе Пушкин из бразильских машинокомплектов. К 2011 году проект был закрыт, всего собрано более 180 машин.
В 2013 году было объявлено об открытии официального представительства компании, ООО «Навистар Евразия» в Москве, и на салоне КомТранс была представлена первая модель для российского рынка, седельного тягача International ProStar в специальном исполнении с одним спальным местом, изменёнными подножками для соответствия российским нормам габаритной ширины и некоторыми другими изменениями. Официальные продажи начались в ноябре того же года. Дилерская сеть была сформирована из продавцов подержанных американских грузовиков.

## Организации, входящие в состав NI
Наиболее известная организация, входящая в состав этой фирмы — английская фирма, Modec создавшая грузовой электромобиль Modec EV.